# Paul Göttke
Paul Göttke (* 1979 oder 1980) ist ein deutscher Ministerialbeamter. Er ist seit 2025 Direktor beim Deutschen Bundestag im Amt eines Staatssekretärs.

## Leben
Göttke studierte Politikwissenschaft. Danach war er als Fraktionsreferent und Büroleiter eines Bundestagsabgeordneten tätig. Er trat im Jahr 2006 in die Verwaltung des Deutschen Bundestages ein. Dort war er unter anderem für die Verbesserung der Mitwirkungsmöglichkeiten des Deutschen Bundestages in Angelegenheiten der Europäischen Union im Europareferat zuständig.
Er war stellvertretender Fraktionsdirektor der CDU/CSU-Bundestagsfraktion, zuletzt als Stellvertreter von Fraktionsdirektor Jörg Semmler.
Die Präsidentin des Deutschen Bundestages, Julia Klöckner, schlug am 28. April 2025 dem Präsidium des 21. Deutschen Bundestages Paul Göttke als Nachfolger von Michael Schäfer als Direktor beim Deutschen Bundestag im Amt eines Staatssekretärs vor, worüber das Präsidium am 7. Mai 2025 zu entscheiden hatte. Der Wechsel im Amt des Direktors erfolgte am 12. Mai 2025. Als Direktor beim Deutschen Bundestag leitet er im Auftrag der Bundestagspräsidentin die Bundestagsverwaltung als oberste Bundesbehörde.
Im Juni 2025 verfügte Göttke per Weisung ein Verbot der Teilnahme am CSD durch die queere Gruppe "Regenbogennetzwerk" der Bundestagsverwaltung mit der Begründung, "dass die Bundestagsverwaltung als solche, insbesondere aufgrund der gebotenen Neutralitätspflicht, nicht an politischen Demonstrationen und öffentlichen Versammlungen teilnimmt". Dies führte unmittelbar zu parteiübergreifender und zivilgesellschaftlicher Kritik.
Göttke ist Mitglied der CDU.